# Anyperodon leucogrammicus
Anyperodon leucogrammicus е вид лъчеперка от семейство Serranidae. Видът е незастрашен от изчезване.

## Разпространение и местообитание
Разпространен е в Австралия, Американска Самоа, Бахрейн, Британска индоокеанска територия, Вануату, Виетнам, Джибути, Египет, Еритрея, Йемен, Израел, Индия, Индонезия, Йордания, Иран, Камбоджа, Катар, Кения, Кирибати, Китай, Кокосови острови, Коморски острови, Мавриций, Мадагаскар, Майот, Малайзия, Малдиви, Малки далечни острови на САЩ, Маршалови острови, Мианмар, Микронезия, Мозамбик, Науру, Нова Каледония, Обединени арабски емирства, Оман, Остров Рождество, Острови Кук, Палау, Папуа Нова Гвинея, Провинции в КНР, Реюнион, Самоа, Саудитска Арабия, Северни Мариански острови, Сейшели, Сингапур, Соломонови острови, Сомалия, Судан, Тайван, Тайланд, Танзания, Токелау, Тонга, Тувалу, Уолис и Футуна, Фиджи, Филипини, Шри Ланка и Япония.
Среща се на дълбочина от 0,9 до 43 m, при температура на водата от 26,2 до 29,3 °C и соленост 32,2 – 35,4 ‰.

## Описание
На дължина достигат до 65 cm.